# Новониколаевка (Глодосская сельская община)
Новоникола́евка (укр. Новомиколаївка) — село в Глодосской сельской общине Новоукраинского района Кировоградской области Украины.
Население по переписи составляло 581 человек. Почтовый индекс — 27120. Телефонный код — 5251. Код КОАТУУ — 3524084301.
В селе родился Герой Советского Союза Семён Резниченко.